# Paratrechina perminuta
Paratrechina perminuta är en myrart som först beskrevs av Buckley 1866.  Paratrechina perminuta ingår i släktet Paratrechina och familjen myror. Inga underarter finns listade i Catalogue of Life.